# كيفن أبين
كيفن أبين لاعب كرة قدم فرنسي محترف يلعب كلاعب خط وسط لنادي سيغوندا ديفيزيون إيبيزا.